# موز نارنجی
موز نارنجی (نام علمی:Musa aurantiaca) نام یک گونه از سرده موز متعلق به تیره میوزیشیا ست.